# (33122) 1998 BR17
1998 BR17 (asteroide 33122) é um asteroide da cintura principal. Possui uma excentricidade de 0.06500640 e uma inclinação de 2.14580º.
Este asteroide foi descoberto no dia 22 de janeiro de 1998 por Spacewatch em Kitt Peak.